# Loeselia carionis
Loeselia carionis är en blågullsväxtart som beskrevs av Albert Peter. Loeselia carionis ingår i släktet Loeselia och familjen blågullsväxter. Inga underarter finns listade i Catalogue of Life.